# الیزابت هیکی
الیزابت هیکی (انگلیسی: Elizabeth Hickey; ۱ ژانویهٔ ۱۹۱۷ – ۱۲ ژانویهٔ ۱۹۹۹) مؤلف (پدیدآور) و تاریخ‌نگار بود.